# Perkalin
Perkalin, auch Percaline (Percale, persisch پرگاله pargālah) ist ein feineres Gewebe aus Baumwolle. Es kann unterschiedliche Bearbeitungen der Oberfläche aufweisen, zum Beispiel eine starke Appretur. Ebenso kann die Oberfläche gummiert sein, um Leder zu imitieren. Teilweise kann es deshalb schwer von Kunstleder zu unterscheiden sein.
Es wurde für Futterstoffe und vor allem im 19. Jahrhundert als Bezugsstoff für Bucheinbände von Verlagseinbänden verwendet. Diese werden allgemein auch als Gewebeband bezeichnet.
Heute wird es unter anderem als Bezugsmaterial für Polstermöbel verwendet.